# Кім Ян Генріксен
Кім Ян Генріксен (дан. Kim Jan Henriksen; також відомий як «Kimo», нар. 28 жовтня 1960 року у місті Копенгаген) — данський співак, музикант та вроджений есперантист. Від своєї польської матері Боґуміли Марії Генріксен та данського батька Кая Л. Генріксена він вивчив есперанто в дитинстві, став помітним в молодіжному русі есперанто і в світі есперанто-рок-музики в 1980-х і 1990-х роках. Кім Генріксен та його дружина з польського походження розмовляють на есперанто вдома і виховують сина як носія мови есперанто від народження другого покоління. Є засновником гурту Amplifiki, учасник гурту Esperanto Desperado. Заснував школу для дітей З мови есперанто. Відомий у Європі та США.